# Tadeusz Pudelski
Tadeusz Pudelski (ur. 2 lipca 1926 w Środzie Wielkopolskiej, zm. 12 kwietnia 2012) – polski biolog, profesor, specjalista w zakresie warzywnictwa.

## Życiorys
Przez całe życie naukowe związany był z Uniwersytetem Przyrodniczym w Poznaniu. Tutaj obronił pracę magisterską (1954), doktorat (1963) i habilitację (1970), a także przyznano mu tytuły profesorskie. Interesował się głównie warzywnictwem pod osłonami, uprawą hydroponiczną, oszczędzaniem energii podczas upraw, agrotechniką papryki, podłożami torfowymi, podkładami grzejnymi z odpadków przy produkcji drzewnej, metodyką regeneracji podłoży, szczepieniami roślin warzywnych, uprawą truskawek i produkcją sadzonek. Od 1996 przebywał na emeryturze.

## Dorobek i członkostwo
Był autorem około 300 publikacji, w tym siedmiu podręczników akademickich (także współautorstwo). Wypromował ponad stu magistrów i trzech doktorów.
Był członkiem: Międzynarodowego Towarzystwa Nauk Ogrodniczych, komitetu Nauk Ogrodniczych PAN oraz PTPN. Był założycielem i pierwszym prezesem poznańskiego oddziału Polskiego Towarzystwa Nauk Ogrodniczych.

## Odznaczenia
Otrzymał: Krzyż Kawalerski Orderu Odrodzenia Polski i Medal KEN.